# 劉季真
劉季真（？—620年），離石（今中國山西省呂梁市離石區）胡人，是中國隋末動亂時期的軍閥，投奔另一個軍閥高滿政後被殺。

## 生平

### 隨父起事
大業十年十一月乙卯（614年12月27日），季真的父親劉龍兒（又名劉苗王）在隋末動亂之際起兵自稱劉王，部眾有數萬人，封季真為太子、季真的弟弟劉六兒（或曰劉六兒是劉龍兒的弟弟）為永安王。勢力極強，隋朝將軍潘長文攻擊了數年都無法將其擊敗，但劉龍兒後來被隋朝的虎賁郎將梁德所斬，部眾遂漸漸散去。

### 再次舉兵
漢天興三年、唐武德二年（619年），在李淵的唐軍起兵之後，劉六兒再次看準時機舉兵，依附劉武周，季真前去投奔，於是季真與北方的東突厥汗國結盟，自稱突利可汗、太子王，封劉六兒為拓定王，成為唐朝周邊的一大敵對勢力，同年引導劉武周攻陷石州，殺刺史王儉，季真遂佔據石州。
漢天興四年、唐武德三年（620年），李淵派西河公張綸、真鄉公李仲文前來攻打石州，季真自知不敵而詐降，三月乙酉（4月29日），李淵授季真石州總管，賜姓李，封彭山郡王。
當時劉武周派遣的部將宋王宋金剛與唐軍在澮州僵持不下，晉州以北除浩州（今中國山西省汾陽市）外，大部分都屬於劉武周的勢力範圍，季真見此便又投向劉武周一方。但在同年（620年）宋金剛被李世民擊敗後，季真隨即拋棄石州亡奔在馬邑的劉武周部將高滿政，不久就被其殺害。